# プロトレプティコス (アリストテレス)
『プロトレプティコス』（古希: Προτρεπτικός, 英: Protrepticus）邦題『哲学のすすめ』（てつがくのすすめ）は、アリストテレスの著作。古代に複数書かれた「プロトレプティコス」の代表例。断片のみ現存する。

## 背景
本書はアリストテレスの初期著作にして「公開的著作」、すなわち『形而上学』『ニコマコス倫理学』といった本来非公開の著作と異なり、公開目的で書かれた著作である。
本書の成立経緯としては、イソクラテス（プラトンのライバル）の著作『アンティドシス』のアカデメイア批判への反論として書かれた、あるいはキュプロス王テミソンに向けて書かれた、と伝えられる。テミソンに向けて書かれた場合も、実際の想定読者は若者全般だったと推測される。
本書は古代ギリシア・ローマ世界において、アリストテレスの代表作の一つとして読まれた。ストア派のゼノンやキュニコス派のクラテスは本書を批判的に受容した。キケロは本書に倣い『ホルテンシウス』を書いた。
本書の断片は、主にイアンブリコスの同題の著作に抜粋されて伝わる。イアンブリコスの抜粋は、おそらく対話体または書簡体・演説体だった原著を講義体に改めたり、前書きなどを挿入したりしているが、原著に比較的忠実と推測される。またイアンブリコス以外の主な断片として、アウグスティヌス『三位一体論』所引（キケロ『ホルテンシウス』の孫引き）の「至福者の島」に関する記述がある。
近現代のアリストテレス全集では『断片集』に含まれる。

## 内容
「我々は哲学すべきである」（philosophēteon）をキーフレーズに、「哲学する」「よく生きる」こと、それにより真の幸福に至ることを、論証形式で読者に勧める。
イソクラテスが『アンティドシス』で説いたような実践を重んじる哲学観、すなわち「哲学は実生活に有用・有益でなければならない」「役に立たない哲学は哲学ではない」という哲学観を否定し、観想（観照、テオーリアー）を重んじる哲学観、すなわち哲学すること自体に意義があるとする哲学観を説く。そこで、「至福者の島」すなわち島民が観想だけして生きる理想郷、という思考実験を持ち出す。
『形而上学』冒頭の「人間は生まれつき知ることを欲する」と似た部分もある。

## 日本語訳
出版年順
- 藤井義夫「哲学のすすめ」 河盛好蔵等編『世界人生論全集 1』筑摩書房、1963年、NDLJP:2932379
- 川田殖「哲学のすすめ（プロトレプティコス）」 田中美知太郎編『世界古典文学全集 16 アリストテレス』筑摩書房、1966年。ISBN 9784480203168。
- 松本厚・宮内璋「哲学の勧め（プロトレプティコス）」 『アリストテレス全集 17 詩学・アテナイ人の国制・断片集』岩波書店、1972年。ISBN 9784000912976。
- 廣川洋一『アリストテレス「哲学のすすめ」』講談社〈講談社学術文庫〉、2011年。ISBN 9784062920353。
- 國方栄二「哲学のすすめ（プロトレプティコス）」『新版アリストテレス全集 20 著作断片集 2』岩波書店、2018年。ISBN 9784000927901。